# Jan Moszew
Jan Moszew (ur. 30 maja 1900 w Krakowie, zm. 12 marca 1970 tamże) – polski chemik.

## Życiorys
Urodził się w rodzinie Józefa, krawca, i Julii z Krupów. Po ukończeniu (z odznaczeniem) V Państwowego Gimnazjum w Krakowie, w 1918 rozpoczął studia na Wydziale Komunikacji Politechniki Lwowskiej. Na przełomie 1918/1919 brał udział w walkach o Lwów, a następnie do 1921 służył w 20 pułku piechoty w Krakowie. Od 1921 studiował chemię na Wydziale Filozoficznym Uniwersytetu Jagiellońskiego, uzyskując w 1926 absolutorium. W 1930 uzyskał stopień doktora filozofii w zakresie chemii na podstawie pracy doktorskiej O peri-dwubenzylonaftalenie i dwóch innych izomerycznych węglowodorach, a w 1938 habilitował się na podstawie pracy Synteza połączeń typu 2-fenylo-3',4',2,3-chinolino-chinoliny, uzyskując stopień docenta chemii organicznej na Wydziale Filozoficznym UJ.
6 listopada 1939 został aresztowany podczas Sonderaktion Krakau, więziony był w Krakowie, Wrocławiu, a następnie w niemieckich obozach koncentracyjnych Sachsenhausen i Dachau. Po zwolnieniu z obozu (11 stycznia 1941) powrócił do Krakowa i od połowy 1941 podjął pracę w farbiarni futer „Krawar” jako chemik-farbiarz. Od grudnia 1943 pracował jako nauczyciel materiałoznawstwa w Dokształcającej Szkole Zawodowej Nr 2. Równocześnie w pierwszej połowie 1944 brał udział w tajnym nauczaniu, prowadząc wykłady z chemii organicznej dla studentów Wydziału Lekarskiego UJ. Od czerwca 1944 do stycznia 1945 ukrywał się przed gestapo we wsi Siepraw k. Myślenic.
Po powrocie do Krakowa, w lutym 1945 został mianowany kierownikiem Zakładu Chemii Organicznej UJ. Otrzymał tytuł profesora nadzwyczajnego (1947) i zwyczajnego (1956). Prorektor Uniwersytetu Jagiellońskiego w latach 1952–1956. Był też prodziekanem Wydziału Matematyki, Fizyk i Chemii, kierownikiem pracowni w Zakładzie Syntez Organicznych Polskiej Akademii Nauk w Krakowie, kierownikiem Katedry Chemii w Wyższej Szkole Ekonomicznej w Krakowie (1952–1954). Członek PPS i PZPR (1948–1957).
Przedmiotem badań naukowych J. Moszewa były węglowodory o pierścieniach skondensowanych i ich pochodne, syntezy pochodnych chinoliny, trzymania substancji o właściwościach antyhistaminowych, przeciwgruźliczych oraz przeciwrakowych. Współpracował również z Instytutem Onkologicznym Akademii Medycznej w Krakowie.
Od 1932 był mężem Ireny z Jabłońskich (1907–1995), miał syna Macieja, architekta i twórcy krakowskich szopek.
Zmarł w Krakowie, pochowany na cmentarzu Rakowickim (kwatera XVII-4-16).

## Ordery i odznaczenia
- Krzyż Kawalerski Orderu Odrodzenia Polski (28 września 1954)[5]
- Medal 10-lecia Polski Ludowej (15 stycznia 1955)[6]
- Odznaka 1000-lecia Państwa Polskiego[1]
- Złota Odznaka „Za Pracę Społeczną dla miasta Krakowa” (27 października 1969)[7]